# Iwan Kostow
Iwan Jordanow Kostow, bułg. Иван Йорданов Костов (ur. 23 grudnia 1949 w Sofii) – bułgarski polityk i ekonomista, minister finansów (1990–1992), współtwórca reformy gospodarczej zmieniającej gospodarkę centralnie planowaną w wolnorynkową, deputowany do Zgromadzenia Narodowego (1991–2013), przewodniczący Związku Sił Demokratycznych (1994–2001) i lider partii Demokraci na rzecz Silnej Bułgarii (2004–2013). Od 21 maja 1997 do 24 lipca 2001 premier Bułgarii.

## Życiorys
W 1974 ukończył studia w Wyższym Instytucie Ekonomicznym im. Karla Marksa w Sofii, został w 1981 również absolwentem wydziału fizyki i matematyki Uniwersytetu Sofijskiego im. św. Klemensa z Ochrydy. Od 1974 do 1979 pracował w instytucie ekonomicznym, następnie zatrudniony w wyższym instytucie mechaniczno-elektrotechnicznym (później przekształconym w Uniwersytet Techniczny w Sofii), gdzie w 1991 objął stanowisko profesora nadzwyczajnego. W 1985 uzyskał stopień naukowy doktora w zakresie ekonomii.
Zaangażował się w działalność polityczną w ramach opozycyjnego Związku Sił Demokratycznych, w którym pełnił obowiązki doradcy ekonomicznego. W wyborach w 1990 uzyskał mandat deputowanego do Wielkiego Zgromadzenia Narodowego (konstytuanty). W wyniku wyborów w 1991 wszedł w skład Zgromadzenia Narodowego, mandat poselski odnawiał w 1994, 1997, 2001, 2005 i 2009, zasiadając w bułgarskim parlamencie 36. 37., 38., 39., 40. i 41. kadencji (do 2013).
Od 1990 do 1992 zajmował stanowisko ministra finansów w rządach, na czele których stali Dimityr Popow i Filip Dimitrow, pierwszych gabinetach po przemianach politycznych związanych z upadkiem komunizmu. Brał udział w przeprowadzaniu reform gospodarczych upadającej gospodarki, a także w negocjacjach z instytucjami międzynarodowymi celem uzyskania pomocy finansowej.
W 1994 objął kierownictwo w Związku Sił Prawicy. W wyborach w 1997 stał na czele koalicji Zjednoczone Siły Demokratyczne, głosząc w kampanii wyborczej hasła reform finansowych, dyscypliny budżetowej, poszukiwania inwestorów, wprowadzania mechanizmów wolnorynkowych i zwalczania monopoli. Jego sojusz zwyciężył w tych wyborach z wynikiem 52% głosów i 137 mandatami w 240-osobowym parlamencie. 21 maja 1997 został zaprzysiężony na urząd premiera, sprawował go do 24 lipca 2001 przez pełną kadencję. Rząd Iwana Kostowa doprowadził m.in. do zatrzymania recesji i hiperinflacji, a także wzrostu PKB, zapoczątkował prywatyzację państwowych przedsiębiorstw, rozpoczął proces integracji Bułgarii z Unią Europejską i NATO. Jednocześnie nastąpił wzrost bezrobocia, a część członków gabinetu była zamieszana w afery o podłożu korupcyjnym. Premier i jego zaplecze tracili poparcie, w wyborach w 2001 Zjednoczone Siły Demokratyczne otrzymały 18% głosów, przegrywając z Narodowym Ruchem Symeona Drugiego i przechodząc do opozycji. W konsekwencji w 2001 Iwan Kostow złożył rezygnację z funkcji przewodniczącego partii.
Kiedy w 2002 roku na czele SDS stanęła Nadeżda Michajłowa, Iwan Kostow wraz z najbliższymi współpracownikami Ekateriną Michajłową i Weselinem Metodiewem, zrezygnował z członkostwa i założył nową partię – Demokraci na rzecz Silnej Bułgarii. Kierował tym ugrupowaniem do 2013, zrezygnował w związku z wyborczą porażką demokratów, którzy nie przekroczyli wyborczego progu. Wycofał się z aktywnej polityki, zajmując się działalnością ekspercką w zakresie zarządzania ryzykiem.
Iwan Kostow jest żonaty, ma dwie córki.